# Hélène Grimaud
Hélène Grimaud (Ais de Provença, 7 de novembre de 1969) és una pianista francesa.
Hélène Grimaud va començar els estudis de piano el 1975 amb Jacqueline Courtine al Conservatori d'Ais de Provença. El 1982, va continuar els seus estudis musicals amb Pierre Barbizet el Conservatori de Marsella. Als dotze anys, entra per unanimitat en el primer lloc al Conservatori de París i esdevé alumne de Jacques Rouvier, Gyorgy Sandor i Leon Fleisher. Tres anys després, va rebre el primer premi de piano i, el mateix any, va gravar la Sonata núm. 2 de Rakhmàninov amb el que va guanyar el Grand Prix du Disque de l'Académie Charles-Cros. Llavors va continuar realitzant dos anys de postgrau reservat als guanyadors.
El 1987 marca un punt d'inflexió en la seva carrera: Hélène Grimaud participa en el Midem de Cannes, en el Festival de piano de La Roque-d'Anthéron, on rep el suport de Jorge Bolet, va donar el seu primer recital a Tòquio i després a París i toca amb l'Orquestra de París, per invitació de Daniel Barenboim.
Als 21 anys, es va mudar a Tallahassee, Florida. Va obtenir un títol d'etologia i a continuació, va obrir el 1998 a South Salem a l'Estat de Nova York, el Centre de Conservació del Llop, dedicada a l'estudi i conservació del llop. Grimaud és coneguda per diverses organitzacions científiques i de treball per a la reintroducció dels llops en el seu hàbitat natural.
El 2003 va crear a Londres el Concert per a piano d'Arvo Pärt, Lamentate. El 2004, va rebre una Victoire d'honneur als Victoires de la musique classique. El 2005 va guanyar el prestigiós Preis ECHO com a solista instrumental de l'any.
El 19 de desembre de 2011 va actuar a Barcelona, en el cicle Palau 100 al Palau de la Música Catalana, amb un programa format per Sonata per a piano núm.8, en La menor, K.310 de Mozart, Sonata per a piano, op.1 d'Alban Berg, Sonata per a piano en Si menor, S.178 de Franz Liszt i Danses populars romaneses, Sz 56 de Bela Bartók